# Bostonský symfonický orchestr
Bostonský symfonický orchestr (Boston Symphony Orchestra) je americký orchestr, sídlící v Bostonu ve státě Massachusetts. Spolu s Newyorskou filharmonií, Chicagským symfonickým orchestrem, Filadelfským orchestrem a Clevelandským orchestrem se řadí mezi tzv. Big Five (tj. Velká pětka). Většinu svých koncertů odehraje orchestr v síni Symphony Hall a v letním období hraje též v Tanglewoodu. Orchestr byl založen v roce 1881 Henrym Lee Higginsonem, přičemž prvním hlavním dirigentem byl George Henschel.

## Šéfdirigenti
- George Henschel (1881–1884)
- Wilhelm Gericke (1884–1889)
- Arthur Nikisch (1889–1893)
- Emil Paur (1893–1898)
- Wilhelm Gericke (1898–1906)
- Karl Muck (1906–1908)
- Max Fiedler (1908–1912)
- Karl Muck (1912–1918)
- Henri Rabaud (1918–1919)
- Pierre Monteux (1919–1924)
- Serge Koussevitzky (1924–1949)
- Charles Munch (1949–1962)
- Erich Leinsdorf (1962–1969)
- William Steinberg (1969–1972)
- Seiji Ozawa (1973–2002)
- James Levine (2004–2011)
- Andris Nelsons (od 2014)